# Crayola
Crayola è un marchio di forniture per l'arte prodotto dalla Crayola LLC, fondato nel 1885 come Binney & Smith. È principalmente conosciuto per i suoi pastelli. La compagnia ha la propria sede a Forks Township, in Pennsylvania.
Nata originariamente come società di fornitura di pigmenti industriali, la Crayola ha presto spostato la propria attenzione ai prodotti d'arte per uso domestico e scolastico, iniziando con i gessetti, poi i pastelli, e successivamente con le matite colorate, evidenziatori, vernici, plastilina e altre forniture simili. Tutti i prodotti a marchio Crayola sono commercializzati come non tossici e sicuri per l'uso da parte dei bambini.

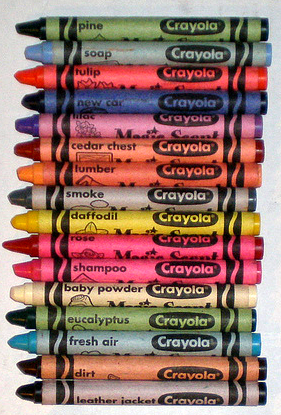
Una selezione di alcuni pastelli Crayola

L'azienda inoltre produce una linea di giocattoli e una linea di prodotti professionali per l'arte con il marchio Portfolio Series.
Crayola LLC ha dichiarato che il marchio Crayola ha un 99% di riconoscibilità sul mercato statunitense dei prodotti per la famiglia e che i propri prodotti sono venduti in oltre ottanta nazioni.